# کوونوف (ناحیه ریخنوف ناد کنیژنوو)
کوونوف (به چکی: Kounov) یک منطقهٔ مسکونی در جمهوری چک است که در ناحیه ریخنوف ناد کنیژنوو واقع شده‌است.